# Kanton Guer
Kanton Guer (francouzsky Canton de Guer) je francouzský kanton v departementu Morbihan v regionu Bretaň. Tvoří ho sedm obcí.

## Obce kantonu
- Augan
- Beignon
- Guer
- Monteneuf
- Porcaro
- Réminiac
- Saint-Malo-de-Beignon